# Kopfschutz (Kampfsport)

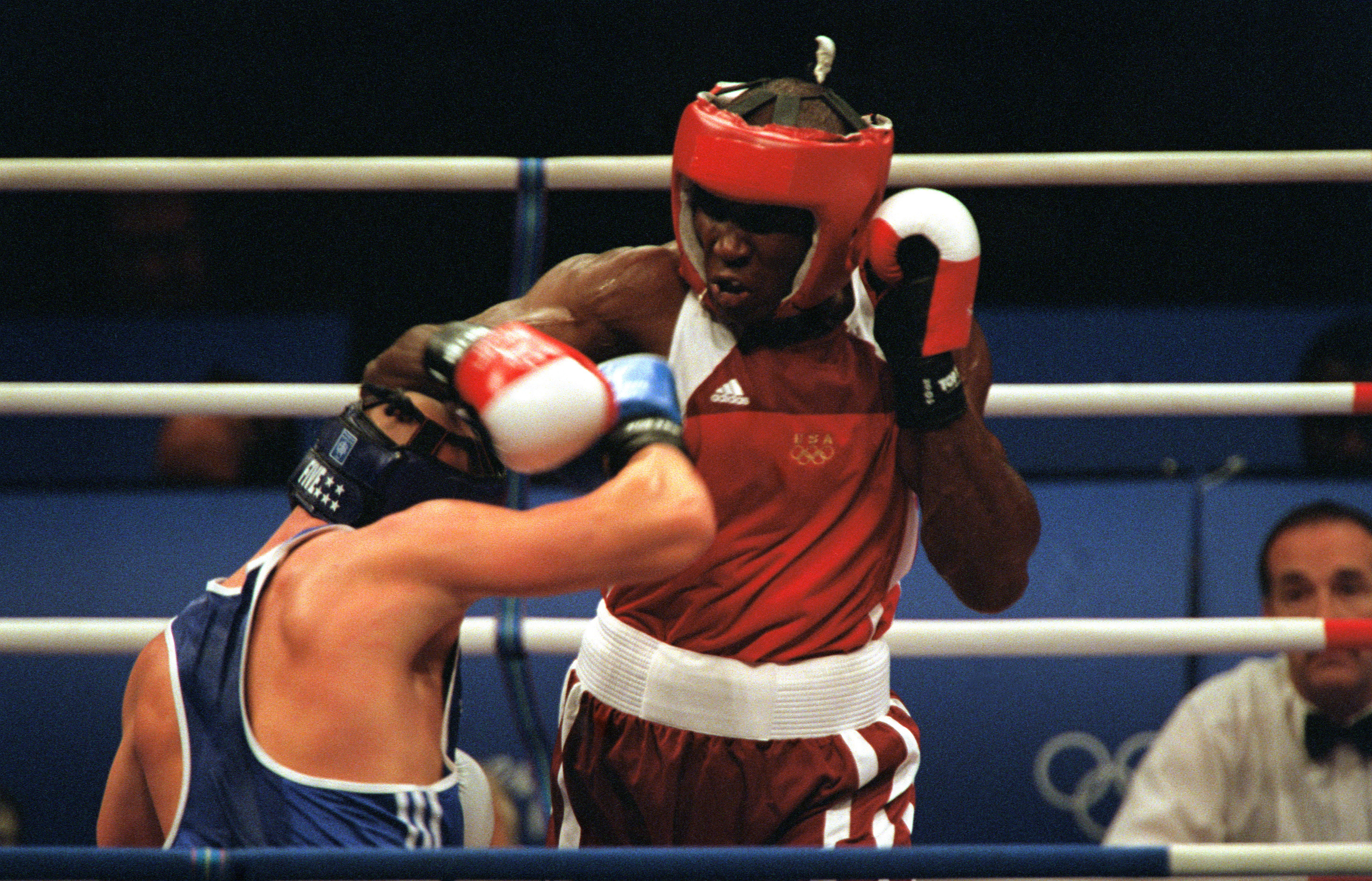
Amateurboxer mit Kopfschutz bei den Olympischen Spielen 2000

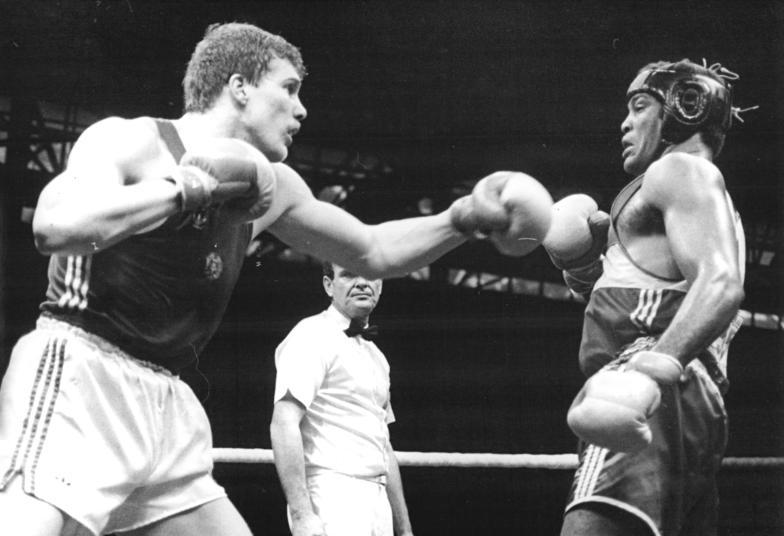
Boxer ohne Kopfschutz kämpft gegen Boxer mit Kopfschutz; ein in den 1980er Jahren bei internationalen Turnieren noch mögliches Ereignis

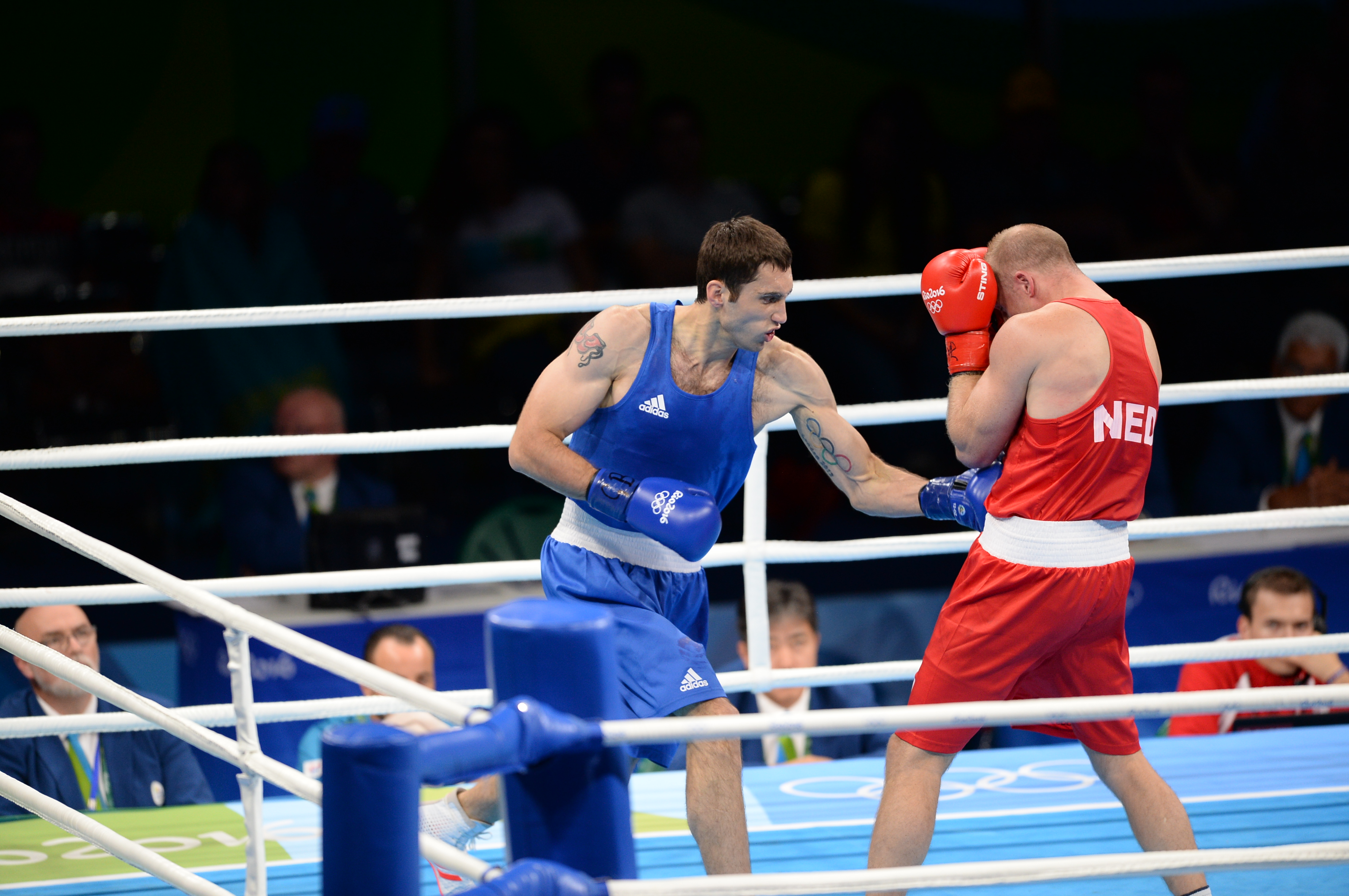
Zwei Boxer ohne Kopfschutz bei den Olympischen Spielen 2016 in Rio de Janeiro, den ersten Olympischen Spielen ohne Kopfschutz seit 1980

Der Kopfschutz ist ein Ausrüstungsgegenstand bei einigen Kampfsportarten, wie beispielsweise Boxen, Karate, Taekwondo oder Kickboxen, welcher die Gefahr typischer Verletzungen im Kopf- bzw. Gesichtsbereich vermindert.

## Kopfschutz im Boxsport

### Olympisches Boxen/Amateurboxen
Beim Amateurboxen, heute als olympisches Boxen bezeichnet, kam es ab 1982 zur Einführung des Kopfschutzes, zunächst freiwillig, ab den Olympischen Spielen 1984 in Los Angeles dann verpflichtend. Er sollte die Boxer im Wettkampf, aber auch im Sparring vor langwierigen Verletzungen beispielsweise an der Nase, dem Jochbein, der Stirn und den Ohren schützen. Darüber hinaus wurden zur damaligen Zeit sehr leichte Handschuhe mit starker Trefferwirkung verwendet und der Ringboden war schlecht gepolstert, was bei einem Auftreffen mit dem Kopf nach einem Niederschlag zu weiteren Verletzungen hätte führen können. 1986 wurde der Helm dann in allen Amateurverbänden Pflicht. Bei den Olympischen Spielen 2012 in London wurde letztmals mit Kopfschutz geboxt.
Da laut internationalem Amateurboxweltverband IBA der Kopfschutz zwar das Entstehen von Cuts verringert habe, die Zahl der Gehirnerschütterungen aber gestiegen sei und der Kopfschutz darüber hinaus das Gesichtsfeld einschränkte und Boxer sich zum Teil Schlägen aussetzten, denen sie ohne Helm ausgewichen wären, wurde der Kopfschutz ab 2013 aus dem Regelwerk entfernt. Die Ärztekommission des Weltverbandes hatte bereits 2011 vorgeschlagen, den Kopfschutz abzuschaffen. Zudem sollte diese Maßnahme das Amateurboxen populärer machen und eine Nähe zum Profiboxen aufweisen. In Deutschland wurden die ersten Amateurkämpfe ohne Helm im Juni 2013 ausgetragen, die ersten helmlosen Großereignisse waren die Weltmeisterschaften 2013 im Oktober in Almaty.
Das Regelwerk besagt, dass das Verwenden eines Kopfschutzes nur für Boxer der Klasse Männer Elite (volljährige Wettkampfboxer) untersagt ist. Alle männlichen und weiblichen Boxer im Nachwuchsbereich, wie z. B. Schüler, Kadetten, Junioren und Jugend, sowie auch alle Boxerinnen der Klasse Frauen Elite müssen weiterhin einen Kopfschutz verwenden. Bei den Frauen wird dies mit der geringeren Schlagkraft begründet, welche die bei den Männern genannten Gefahren minimiere. Darüber hinaus schreibt der Weltverband vor, dass Boxer mit langen Haaren unter dem Kopfschutz ein Haarnetz oder eine Haube tragen müssen und nur von der IBA zugelassene Fabrikate in den Farben Rot (rote Ecke) und Blau (blaue Ecke) getragen werden dürfen. Die Boxer müssen den Ring ohne Kopfschutz betreten und müssen diesen vor der Urteilsverkündung abnehmen.

### Profiboxen
Im Profiboxen ist das Verwenden eines Kopfschutzes im Wettkampf, für Männer und Frauen gleichermaßen, verboten. Er findet im Profibereich vor allem in Sparrings- bzw. Trainingskämpfen Verwendung, um den Sportler oder die Sportlerin vor Verletzungen zu schützen, durch die ein bereits festgesetzter Kampftermin verschoben oder abgesagt werden müsste.

## Material
Früher wurde der Kopfschutz aus Leder gefertigt und mit Rosshaaren gefüllt. Ein moderner Kopfschutz besteht zumeist aus Weichschaum und wird mit Klettbändern am Kopf befestigt.